# Carl Ritschl

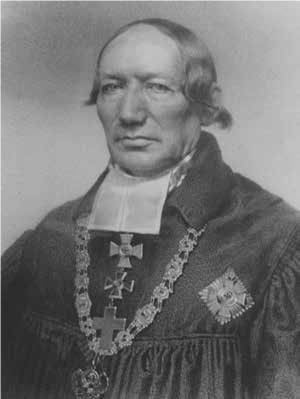
Carl Ritschl

Georg Carl Benjamin Ritschl (* 1. November 1783 in Erfurt; † 18. Juni 1858 in Berlin) war ein deutscher evangelischer Geistlicher. Er wirkte von 1827 bis 1854 als Generalsuperintendent von Pommern mit dem Titel eines Bischofs.

## Leben und Wirken
Carl Ritschl wurde als Sohn von Georg Ritschl von Hartenbach, Pfarrer und Professor am Erfurter Ratsgymnasium, und seiner zweiten Ehefrau Regina Christina Emminghaus geboren. Die Familie Ritschl von Hartenbach war 1581 zu Prag in den rittermäßigen Reichsadelsstand erhoben worden. Carl Ritschl erhielt in Erfurt neben seinem Schulunterricht eine Ausbildung in Gesang, Klavier- und Orgelspiel bei dem Organisten Johann Christian Kittel, dem letzten Schüler Johann Sebastian Bachs. Mit fünfzehneinhalb Jahren absolvierte er das Erfurter Gymnasium.
Ritschl begann an der Universität Erfurt das Studium der Theologie, das er an der Universität Jena fortsetzte und schon im Herbst 1802 als 19-Jähriger zum Abschluss brachte.
Noch zu jung für die Anstellung als Geistlicher übernahm Ritschl im Jahre 1804 die Tätigkeit eines Hauslehrers der Kinder von Johann Joachim Bellermann, der als Leiter des Gymnasiums zum Grauen Kloster von Erfurt nach Berlin ging. In Berlin besuchte Ritschl das Seminar für gelehrte Schulen und erteilte Gesangs- und Religionsunterricht am Cöllnischen Gymnasium, das mit dem Grauen Kloster verbunden war. Zuvor hatte ihm 1805 die Universität Erfurt das Diplom des Doktors der Philosophie verliehen.
In Berlin engagierte sich Ritschl sehr in der Musik. 1804 wurde er Mitglied von Carl Friedrich Zelters Liedertafel, für die er auch Liedkompositionen schrieb.
Nachdem er im Jahre 1806 vom Lutherischen Oberkonsistorium in Berlin eine Bestätigung seines in Erfurt abgelegten Ersten Theologischen Examens erhalten hatte, wurde er 1807 zum Collaborator und 1809 zum Subrektor des Cöllnischen Gymnasiums ernannt. 1808 bestand er gleichsam „zwischendurch“ sein Zweites Theologisches Examen in Potsdam.
Im Jahre 1810 endlich wurde Ritschl Dritter Prediger an der Marienkirche in Berlin, durfte aber eine Anzahl von Lehr- und Gesangsstunden beim Grauen Kloster und dem Cöllnischen Gymnasium beibehalten.
Inzwischen war Ritschl in die Zweite Predigerstelle der Marienkirche avanciert und übernahm 1816 zusätzlich Aufgaben im Konsistorium der Provinz Brandenburg, das neu errichtet wurde und in dem er zunächst als Assessor, ab 1817 als Konsistorialrat tätig wurde.
1821 wurde er Mitglied im Vorstand der Sing-Akademie. Ein Jahr später verlieh ihm die Theologische Fakultät der Universität Berlin die Ehrendoktorwürde.
Im Jahre 1827 wurde Carl Ritschl – in der Nachfolge von Friedrich Ludwig Engelken – zum Generalsuperintendenten von Pommern in Stettin ernannt. Mit dem Amt war die Tätigkeit als Direktor des Konsistoriums der Provinz Pommern und als erster Prediger an der Schlosskirche zu Stettin verbunden. Wie Engelke erhielt auch Ritschl den persönlichen Titel eines Bischofs. 27 Jahre übte er dieses Amt aus in einer Zeit, die in der Evangelischen Landeskirche in Preußen durch das Ringen um das lutherische Bekenntnis nach der preußisch-königlichen Verfügung der kirchlichen Union geprägt war. Im Agendenstreit stand Ritschl auf Seiten des Königs, versuchte zu vermitteln, konnte jedoch in Pommern nicht verhindern, dass es bei vielen lutherischen Bekenntnistreuen zum Bruch mit der Landeskirche kam (z. B. von Belowsche Bewegung), die zunächst als „Separatisten“, später dann in einer eigenen Evangelisch-Lutherische Kirche in Preußen ihren Weg nahmen.
Ein wichtiges Ereignis im Wirken Ritschls war von September 1829 bis Mai 1830 eine Beurlaubung von seinem Dienst in Pommern: Auf Wunsch der russischen Regierung unternahm er eine Dienstreise nach Sankt Petersburg, um an der Ausarbeitung eines allgemeinen Gesetzes für die Evangelisch-Lutherische Kirche in Russland mitzuwirken.
Im Stettiner Musikleben, wo Ritschl eng mit dem Komponisten Carl Loewe auf dem Gebiet der Musikpflege zusammenwirkte, sind die wöchentlichen Gesangsabende im Ritschl'schen Pfarrhaus (Königsplatz 818) eine „Institution“ gewesen.
Ritschl wurde mit dem Roten Adlerorden 1. Klasse, dem Königlichen Hausorden von Hohenzollern und dem russischen Orden des Heiligen Wladimir 3. Klasse ausgezeichnet.
Am 1. Oktober 1854 ging Carl Ritschl auf eigenen Wunsch in den Ruhestand. Sein Nachfolger im Amt des Generalsuperintendenten wurde Albert Sigismund Jaspis. Seine letzten Jahre verlebte Ritschl in Berlin, bis er dort im 75. Lebensjahr verstarb.

## Ehen und Nachkommen
Am 25. September 1810 heiratete Ritschl Juliane Meudtner, die Tochter eines Polizeikommissars. Sie waren Eltern von fünf Kindern, als die Ehefrau und Mutter 1820 plötzlich verstarb.
Am 18. Juni 1821 heiratete Ritschl in zweiter Ehe Auguste Sebald, eine bedeutende Sängerin und Schwester der Sängerin Amalie Sebald, deren Vater Justizrat und Mitbegründer der Sing-Akademie zu Berlin war. Aus der Ehe gingen drei Söhne hervor, darunter Albrecht Ritschl  (* 1822; † 1889), der evangelischer Theologe und Professor in Bonn und Göttingen wurde. Dessen Sohn Otto Ritschl  (* 1860; † 1944) wurde ebenfalls evangelischer Theologe.